# Benndorf (Delitzsch)
Benndorf ist ein Ortsteil der Großen Kreisstadt Delitzsch im Landkreis Nordsachsen des Freistaates Sachsen. Die ehemalige Gemeinde Benndorf wurde 1994 nach Delitzsch eingemeindet. Der Ort hat rund 380 Einwohner (Stand 2011).

## Lage
Benndorf liegt etwa drei Kilometer nördlich des Stadtzentrums Delitzschs. Im Westen grenzt Benndorf an Laue, westlich an Rödgen und südwestlich an Schenkenberg. Westlich des Ortsgebiets verläuft von Süden kommend die B 184. Der etwa 155 Hektar große Neuhäuser See liegt unmittelbar nördlich an der Grenze zu Sachsen-Anhalt.

## Geschichte
Benndorf gehörte bis 1815 zum kursächsischen Amt Delitzsch. Durch die Beschlüsse des Wiener Kongresses kam der Ort zu Preußen und wurde 1816 dem Kreis Delitzsch im Regierungsbezirk Merseburg der Provinz Sachsen zugeteilt, zu dem er bis 1952 gehörte. Im Zuge der Kreisreform in der DDR 1952 wurde Benndorf dem neu zugeschnittenen Kreis Delitzsch im Bezirk Leipzig zugeteilt, welcher 1994 im Landkreis Delitzsch aufging.
Am 1. März 1994 wurde Benndorf mit den bis dahin ebenfalls eigenständigen Dorf Laue nach Delitzsch eingemeindet.

### Einwohnerentwicklung
(jeweiliger Gebietsstand)
| Datum | Einwohner            |
| ----- | -------------------- |
| 1747  | 12 Hufner, 9 ½ Hufen |
| 1818  | 100                  |
| 1880  | 145                  |
| 1895  | 164                  |
| 1910  | 178                  |
| 1925  | 194                  |
| 1939  | 427                  |
| 1946  | 310                  |
| 1950  | 622                  |
| 1964  | 276                  |

| Datum (zum 31.12.) | Einwohner |
| ------------------ | --------- |
| 1990               | 339       |
| 1991               | 333       |
| 1992               | 334       |
| 1993               | 339       |
| 2009               | 392       |
| 2011 1             | 382       |
| 2019               | 387       |
| 2020               | 392       |

1 nur Hauptwohnsitze am 30.06. (Quelle: Einwohnermeldeamt Stadt Delitzsch)

## Politik
Benndorf verfügt über einen eigenen Ortschaftsrat mit fünf Sitzen und einem Ortsvorsteher. Bei den letzten Ortschaftsratswahlen am 26. Mai 2019 entfielen alle Sitze ausschließlich auf die Freien Wähler (87,4 %). Die restlichen 12,6 % verteilten sich auf sonstige Parteien, von denen keine einen Sitz erhielt. Ortsvorsteher ist Mario Rüger, Stellvertreter Jens Robitzsch. Die nächste Wahl ist voraussichtlich im Jahr 2024.

## Kultur und Sehenswürdigkeiten

### Freigut
Bereits 1350 war ein Herrensitz vorhanden, der ab 1400 als Rittersitz bezeichnet wurde. Zu dieser Zeit diente das Anwesen als Ratsgut der Stadt Delitzsch. 1880 war die Familie  Schnapperelle, 1899 die Familie Albert und 1906 die Familie Böttcher Besitzer des Freigutes Benndorf. Ab 1913 befand es sich in Besitz der Familie Seyferth und wurde 1938 an Familie Schäfer verkauft, bevor diese 1945 enteignet wurde.
Das Herrenhaus des Freigutes wurde saniert und dient heute als Wohnhaus und Ortsbegegnungszentrum.

### Kirche zu Benndorf
Die Ortsmitte prägt die kleine Feldsteinkirche mit einem Fachwerktürmchen. Die ev. Pfarrkirche ist eine Saalkirche und wurde zwischen dem 13. bis 14. Jahrhundert errichtet. Im 17. Jahrhundert wurde der Dachreiter erneuert und erweitert. Die Kirche ist ein Feldsteinbau und besitzt einen eingezogenen Chor mit Apsis. Der Innenraum hat einen Kanzelaltar, ein Tauflesepult, ein großes Kruzifix und beherbergt eine Orgel der Firma Rühlemann. Die Kirche befindet sich in einem sanierten Zustand. Die Orgel wird in den kommenden Jahren saniert.